# Cyphonocerus marginatus
Cyphonocerus marginatus là một loài bọ cánh cứng trong họ Đom đóm (Lampyridae). Loài này được Lewis miêu tả khoa học năm 1895.